# Chiesa di Santa Caterina (Scalenghe)
La chiesa di Santa Caterina è la chiesa parrocchiale di Scalenghe, in città metropolitana di Torino, unitamente a quella di Santa Maria Assunta a Pieve.

## Storia

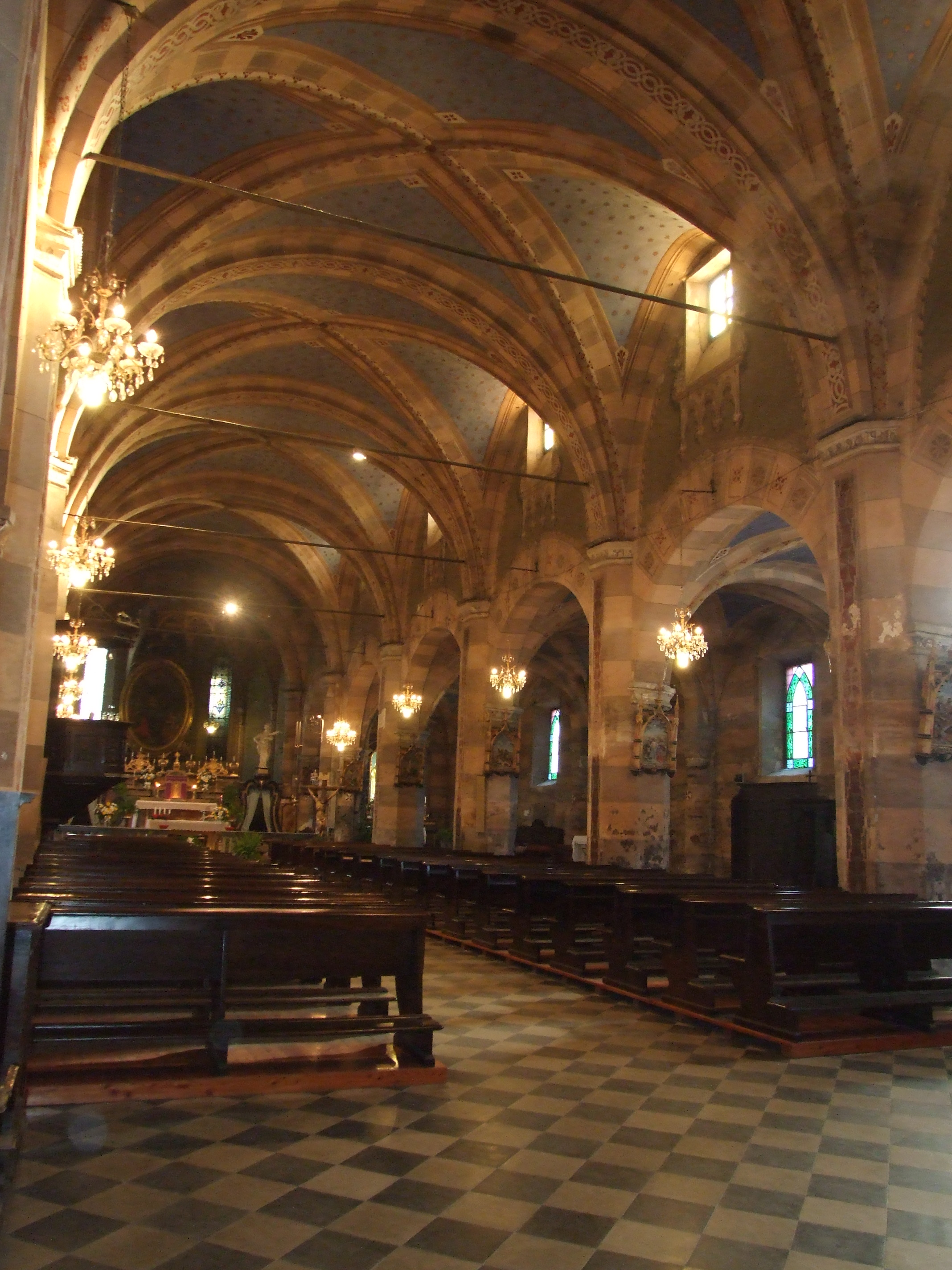
La navata centrale

La costruzione della chiesa inizia nell'anno 1519, nel cui mese di gennaio il vescovo di Torino Claudio di Seyssel firmò il decreto di fondazione della chiesa, che sarebbe dovuta essere ultimata entro otto anni. Essa doveva essere costruita nel luogo dove nove anni prima era già stata istituita una cappella dedicata sempre a Santa Caterina, mai portata a termine.
La sentenza che decretava la fondazione della chiesa giunse alla fine di anni di richieste da parte della popolazione scalenghese, la quale doveva recarsi nella vicina frazione di Pieve per assistere alle celebrazioni. La sentenza decretava inoltre che la nuova chiesa dovesse essere dipendente dalla chiesa principale di Santa Maria della Pieve, e tale rimase fino al 1825 quando fu decretata parrocchia.
La nuova chiesa rimane legata alla famiglia dei Piossasco, come dimostra la varia presenza del loro stemma con nove merli all'interno dell'edificio: scolpito nel piede della pila per l'acqua battesimale, nell'architrave della cappella di San Lorenzo, ora dedicata a San Luigi Gonzaga, e in passato anche sopra le porte che, ai lati dell’altare maggiore, si aprono sul coro.

## Descrizione
La chiesa a pianta longitudinale presenta tre navate di cui quella longitudinale di altezza maggiore, separate da due colonnati. L'impianto dell'interno si proietta in una semplice facciata a salienti in laterizio e da un piccolo campanile a vela. Tutte le campate interne sono coperte da volte a crociera, impostate sui pilastri a pianta ottagonale della navata centrale e sulle semicolonne circolari delle navate laterali.
La chiesa presenta una decorazione pittorica uniforme caratterizzata da un motivo geometrico a righe di campiture monocrome che si sviluppa lungo le pareti delle navate laterali ed i pilastri che separano la navata centrale. Le volte presentano una motivo decorativo ispirato ad un cielo stellato, giallo su sfondo blu, mentre i costoloni sono caratterizzati da una decorazione floreale ripetitiva eseguita con mascherine, riquadrata con una fascia che riprende il motivo ed i colori delle pareti. La medesima decorazione a righe è presente sugli archi su cui si impostano le volte. L'abside presenta una volta costolonata scandita in cinque spicchi decorati con motivi geometrici, mentre i costoloni presentano i medesimi motivi floreali delle navate laterali. Tutto il manto pittorico è riferibile a un intervento neogotico ottocentesco.
All'interno della Chiesa sono presenti, oltre all'altare maggiore, otto altari distribuiti lungo le navate laterali, tra i quali si ricordano in particolare:
- Altare del Santissimo Rosario: realizzato in laterizio, con pavimento lastricato e rialzato di pietra di Barge, chiuso da una balaustra in marmo. Presenta una nicchia contenente la statua della Beata Vergine del Rosario, circondata da formelle lignee dipinte rappresentanti i Misteri, il tutto compreso tra colonne di stucco con ai fianchi le statue di San Domenico e Santa Rosa[non chiaro];
- Altare dei Corpi Santi o delle Reliquie: di legno, con architettura a due colonne in mezzo alle quali vi è una nicchia contenente le reliquie poste in due piani, chiuse con una vetrata.